# La doccia non è gratis
La doccia non è gratis è il secondo album discografico del gruppo musicale italiano Eva Mon Amour, pubblicato nel 2009.

## Tracce
1. La doccia non è gratis – 4:24
2. Ho perso il tuo cane a poker – 3:06
3. Randagi – 3:40
4. Stimoli – 3:44
5. Prometto – 2:23
6. Il giorno dopo – 4:00
7. Ore di straordinario – 4:36
8. Tu in cucina – 3:15
9. Potrei limitarti – 3:29
10. Potrei limitarti Part II – 1:39
11. M'accorgerò – 3:35